# Di Moorlag

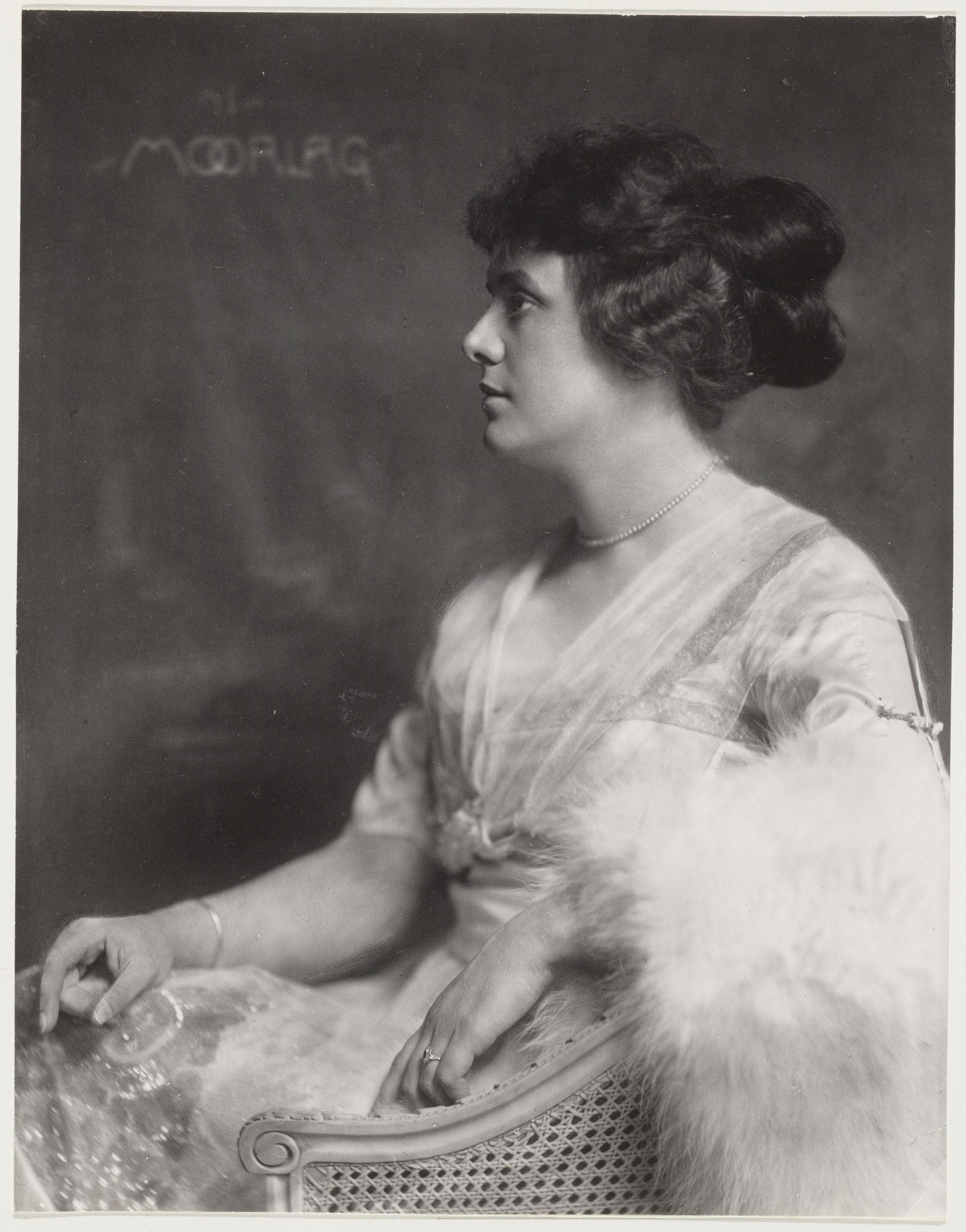
Di Moorlag in 1922 door Jacob Merkelbach

Everdiena Wilhelmina Antiena (Di) Moorlag (Beerta, 10 december 1890 – Amsterdam, 31 december 1971) was een Nederlands concertsopraan.
Ze was dochter van Eefke Kraai en koopman Tole Moorlag. Zijzelf was in 1923 verloofd met Barend van der Meer, maar huwde in 1935 Trudus Teves. Ze woonde voor langere tijd aan de Bernard Zweerskade in Amsterdam, vertrok naar Zeist, maar vestigde zich in 1959 aan het Minervaplein 15 te Amsterdam..
Ze kwam rond 1894 naar Amsterdam en volgde daar een opleiding tot onderwijzeres aan de Kweekschool voor onderwijzers aan het Molenpad. Tussen 1909 en 1916 was ze daadwerkelijk meerdere jaren in dienst bij de gemeente Amsterdam als helpster/onderwijzeres bij het voorbereidend onderwijs. Ze viel op bij alt Meta Reidel, die haar onder haar hoede nam. Later volgde nog Joy Mac-Arden als lerares. Dat viel weer op bij Willem Mengelberg, die haar ook les gaf en doorverwees naar Aaltje Noordewier-Reddingius. Ook kreeg zij les in muziektheorie van Dick van der Stam.
In november 1915 duikt haar naam voor het eerst op in de Nederlandse pers. Ze is betrokken bij een concert in sanatorium Hoog Laren; ze maakt dan deel uit van het "Muziek-Ensemble ten behoeve van Ziekenhuizen" in Amsterdam. Op Tweede kerstdag zong ze met haar lerares en Reidel en violist Alexander Schmuller op in de Koepelkerk aan de Stadhouderskade in Amsterdam. Vervolgens trad ze in geheel Europa op. Er volgde ook een tournee door de Verenigde Staten en Canada, maar ook een trip naar Nederlands-Indië (1939) was een succes. Tussen 1919 en 1935 trad ze 47 keer op met het Concertgebouworkest, meest onder leiding van Willem Mengelberg; ze zong een aantal keren de zangpartij in de Symfonie nr. 4 van Gustav Mahler.
Na de Tweede Wereldoorlog legde ze zich toe op zangles geven, waardoor ze in de jaren zeventig al in de vergetelheid was geraakt. Een hele rits leerlingen volgde: Harm Smedes, Georgette Hagedoorn, Johan Lammen, Chaja Goldstein, Erna Spoorenberg, Maria Hoving-van Driel (latere lerares van Willy Alberti) en Wim Sonneveld. In 1956/1957 (haar Zeister periode) was ze vijf maanden uitgeschakeld door een lelijke valpartij (gebroken heupbeen) tijdens een vakantie in Scheveningen, waarbij ze diverse keren geopereerd moest worden, onder andere in de Boerhaave kliniek. Ze gaf les tot drie maanden voor haar dood.
Het echtpaar Tevens-Moorlag ligt/lag begraven op Westerveld. Haar zerk vermeldt/vermeldde "De Heer is mijn Herder" en "In thy light shall we see light".